# カーゴスプリンター

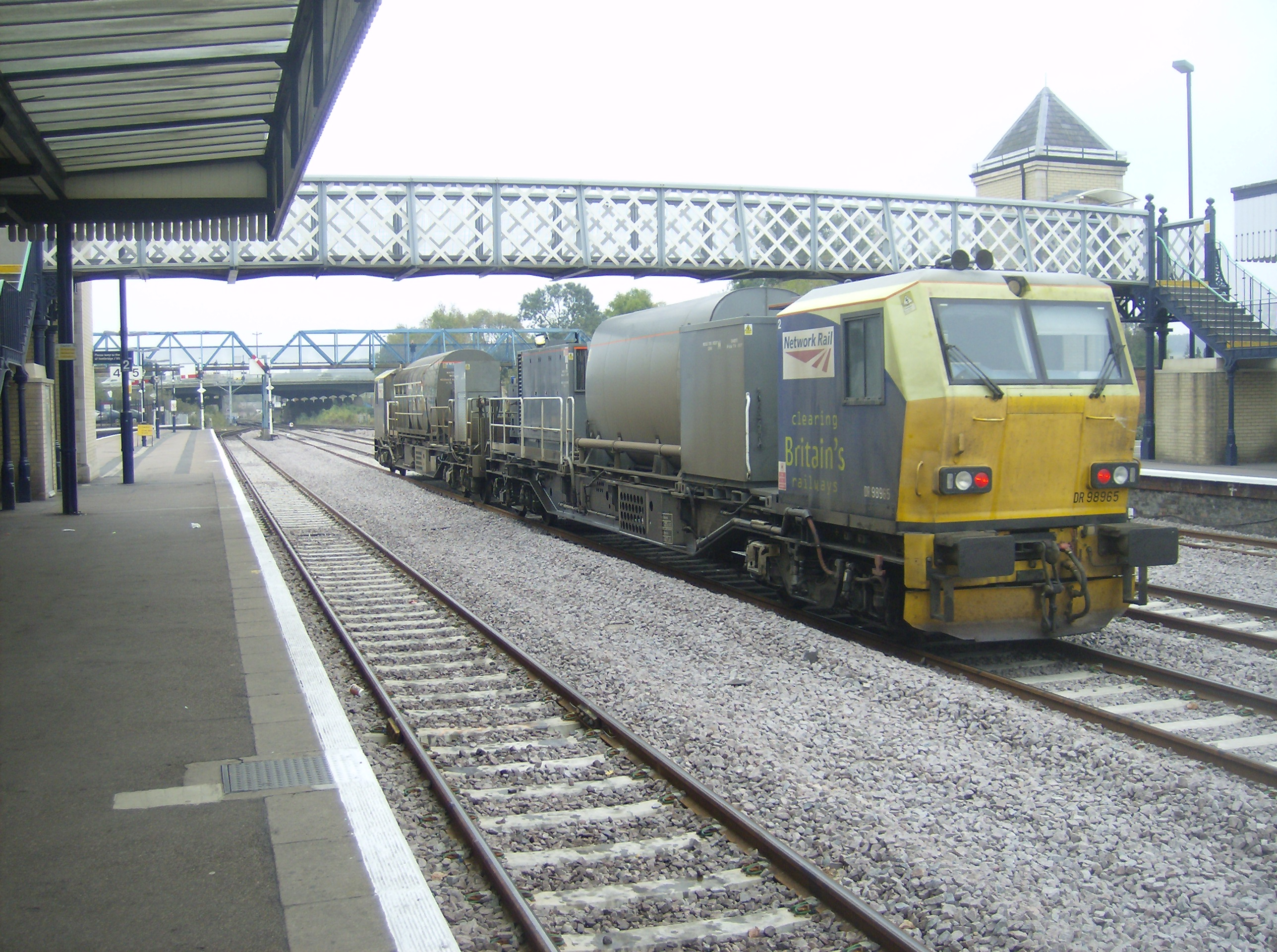
運用中のイギリス国鉄多目的車両

カーゴスプリンター(CargoSprinter)は動力分散式（または連接式）貨車である。輸送コンテナを載せてレール上を走行する。
製造はドイツのウィンドオフ社が担当した。自走式のコンテナ積載貨車である。トラックに奪われた貨物輸送のシェアを取り返すことが導入の目的である。
編成は2両の動力車でボルボのトラックのエンジンを推進に用いている。7両のトレーラーを間に挟んでプッシュプル運転で運用される。運転は油圧式5速の変速機を使用し、最高速度は120km/hである。完全な編成では出力は4 x 265 - 1060kWで重量118tである。

## 運用会社
- オーストラリアのCRTグループは2002年、オーストラリアで最初のカーゴスプリンターを導入した[1]。宣伝巡業の後2003年、9月1日からカーゴスプリンターは週3便メルボルンの港からウォドンナ間で運用を始めた[1]。
- ドイツではカーゴスプリンター編成がドイツ鉄道で運用された。
- イギリスでは25両2編成がレールトラック社でイギリス国鉄多目的車両として運用された。
- 消火と救急列車の概念の車両がウィンドオフ社で開発されている[4]。